# Museo de Arte Contemporáneo de Valdivia
El Museo de Arte Contemporáneo de Valdivia o MAC Valdivia es una institución dependiente de la Universidad Austral de Chile (UACH). Fue fundada en 1994 en las ruinas de la ex cervecería Andwanter construida en 1851, y se transformó en uno de los primeros museos en su tipo del sur de Chile. La edificación se localiza en la ribera del río Calle-Calle de la ciudad de Valdivia.
Su objetivo es «descentralizar la actividad cultural, estableciendo un espacio para el arte y  el intercambio artístico entre la capital y las regionales. El museo alberga todas aquellas expresiones propias del arte contemporáneo en exposiciones locales, regionales, nacionales e internacionales, transitorias y permanentes, en el ámbito de la pintura, gráfica, escultura, videoarte, multimedia e instalaciones artísticas».

### Historia
La fundación del Museo de Arte Contemporáneo de Valdivia se remonta a la década de 1990, en un periodo de gran actividad cultural tras la transición a la democracia en Chile. La propuesta fue ideada por Hernán Miranda, un artista y docente, quien, junto a los arquitectos Juan José Ugarte y Wren Strabucchi, indicó la antigua cervecería Anwandter como el sitio perfecto para establecer un museo dedicado al arte contemporáneo.
En 1994 se ratificó el decreto que concretó la fundación del Museo de Arte Contemporáneo Valdivia, marcando el inicio de lo que se conoció como la "etapa 0". Esta etapa incluyó la restauración inicial de la edificación, que había estado en desuso y deterioro. Se habilitaron tres salas: dos hipóstilas, una sala multimedia y espacios para exposiciones temporales. La primera muestra del museo, llamada “Proyecto Valdivia”, se inauguró en enero de 1996 e incluyó obras de destacados artistas chilenos como Francisco Smythe y Gonzalo Mezza.
A lo largo de los años, el MAC Valdivia ha realizado casi doscientas exposiciones, estableciéndose como un referente del arte contemporáneo en el sur de Chile. Su ubicación en la Isla Teja y su conexión con la historia industrial de Valdivia le otorgan un valor patrimonial único, convirtiéndolo en un espacio significativo para la cultura regional.

### Proceso de Remodelación

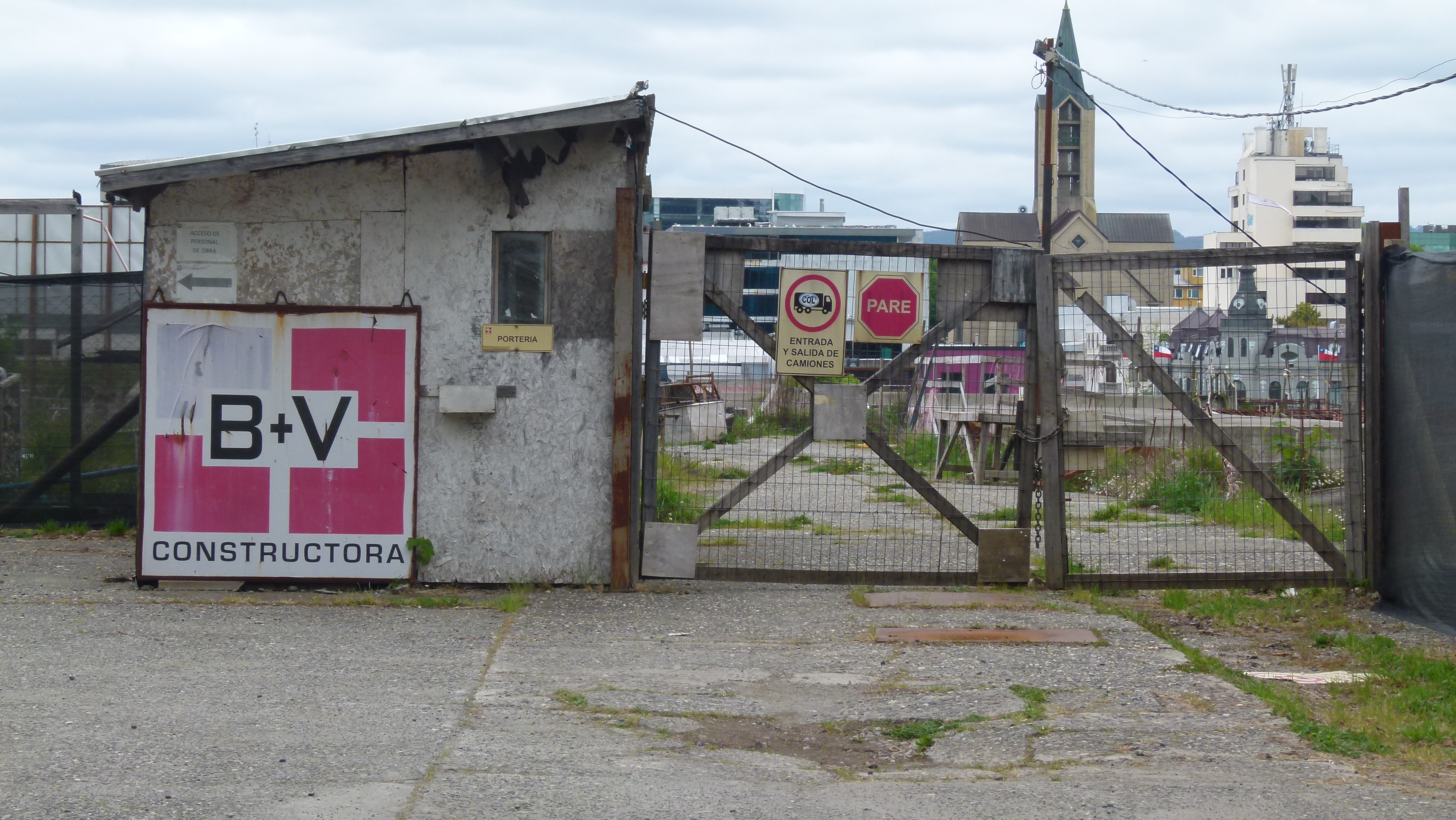
El Museo de Arte Contemporáneo se encuentra cerrado temporalmente al público debido a la restauración (2024).

Desde mediados de 2019, el Museo de Arte Contemporáneo de Valdivia ha estado en una etapa de ampliación y reconstrucción. Este proyecto contempla la restauración de 1,831.62 m² del recinto, así como la ampliación de 1,394 m². Estos nuevos espacios estarán destinados a salas de exposiciones, oficinas administrativas, servicios higiénicos, un auditorio y una cafetería. Las obras se enmarcan en un convenio firmado entre el Gobierno Regional de Los Ríos, la Dirección de Arquitectura del Ministerio de Obras Públicas y la Universidad Austral de Chile (UACh).
La restauración abarcará áreas clave del museo, incluyendo las bóvedas y las salas de exposiciones existentes. Constructivamente, las obras iniciales se centraron en la consolidación y refuerzo estructural del edificio, adaptando los espacios a las necesidades que han surgido debido a las diversas exposiciones culturales.

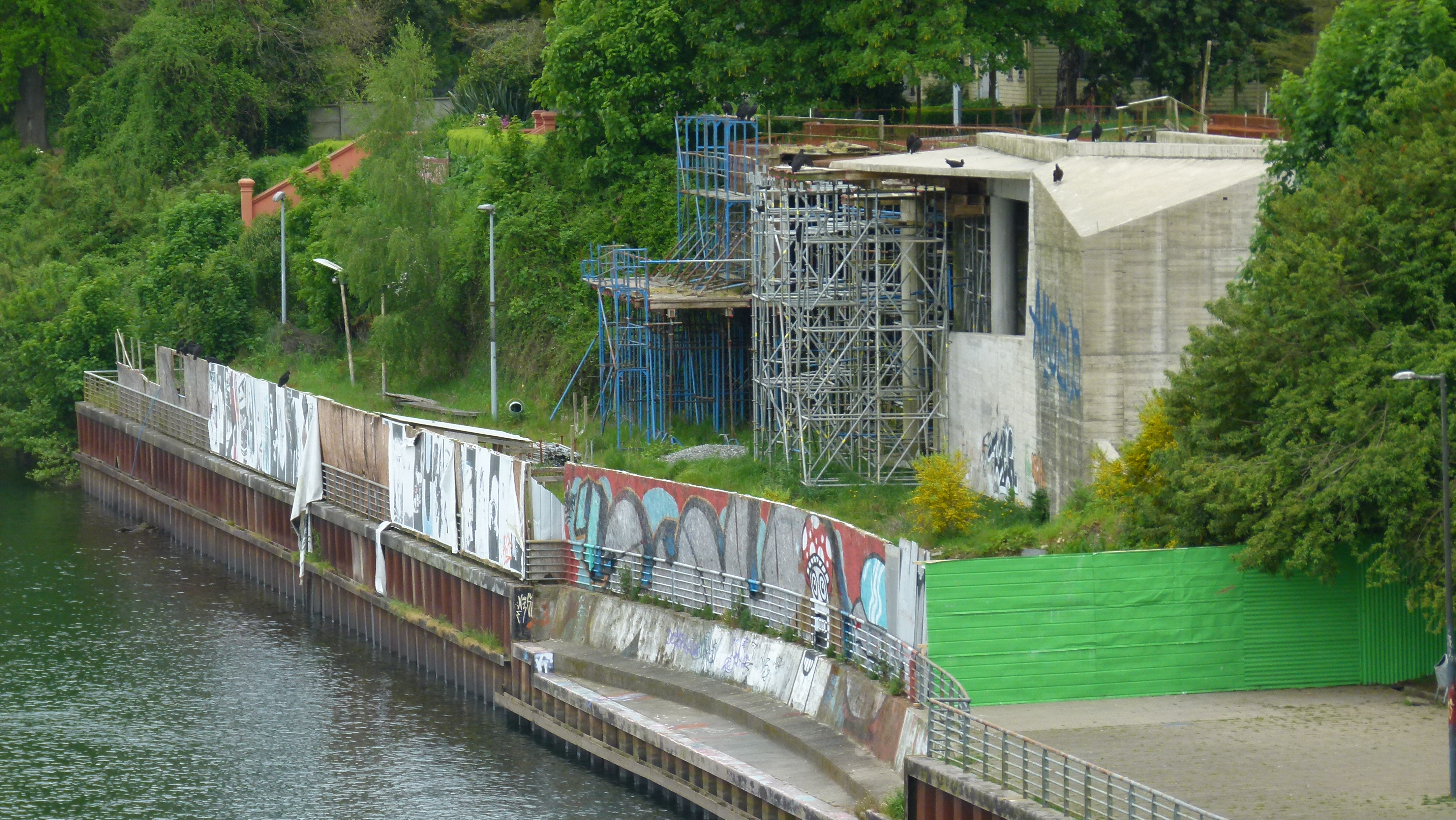
Museo de Arte Contemporáneo visto desde el puente Pedro de Valdivia (2024).

La infraestructura del MAC está compuesta por una combinación de acero, albañilería y hormigón. Incluye salas hipóstilas ubicadas bajo el plano de la Isla Teja y sobre el plano del río Calle-Calle. Además, cuenta con dos bóvedas en arco que son características del antiguo edificio industrial. Las nuevas estructuras en la ampliación se basan en fundaciones sólidas y elementos de hormigón armado.
Oficialmente las obras comenzaron el 6 de junio de 2019 y hasta 2021 se reportó un avance del 37%. Durante el primer año se enfocaron principalmente en estabilizar y restaurar el sector antiguo del museo. Sin embargo, las obras fueron paralizadas el 2022 debido a la falta de autorizaciones para continuar con ciertas fases del proyecto.